# Yadoa feae
Genre
Espèce
Yadoa feae, unique représentant du genre Yadoa, est une espèce d'opilions laniatores de la famille des Assamiidae.

## Distribution
Cette espèce est endémique de Birmanie. Elle se rencontre vers Yado.

## Description
Le syntype mesure 4 mm.

## Étymologie
Cette espèce est nommée en l'honneur de Leonardo Fea.

## Publication originale
- Roewer, 1935 : « Südostasiatische Opiliones der Sammlung Fea und Modigliani des Naturhistorischen Museum in Genua. » Annali del Museo Civico di Storia Naturale Giacomo Doria di Genova, vol. 59, p. 12–25 (texte intégral).